# Bammigatti, Kalghatgi
Bammigatti là một làng thuộc tehsil Kalghatgi, huyện Dharwad, bang Karnataka, Ấn Độ.